# Oxynoemacheilus
Oxynoemacheilus ist eine Gattung benthischer Süßwasserfische aus der Familie der Bachschmerlen (Nemacheilidae). Zwei Arten sind bei der Balkan-Halbinsel, die übrigen in Vorderasien beheimatet.

## Merkmale
Die Tiere besitzen einen zylindrisch-langgestreckten Körper und kleine Augen, die weit oben am Körper gelegen sind. Das unterständige Maul ist von 6 Barteln umgeben, mit denen die Tiere nach bodenlebenden Wirbellosen suchen, die ihnen als Nahrung dienen. Der gelbe Körper ist mehr oder weniger stark marmoriert. Im Unterschied zur ebenfalls in Europa vorkommenden Gattung Barbatula endet die Schwanzflosse deutlich konkav und wird von 17 Weichstrahlen gestützt (15–16 bei Barbatula).

## Arten
Derzeit sind etwa 50 Arten der Gattung Oxynoemacheilus bekannt, von denen einige erst in den letzten Jahren beschrieben wurden:
- Oxynoemacheilus anatolicus Erk'Akan, Özeren & Nalbant, 2008
- Oxynoemacheilus angorae (Steindachner, 1897)
- Oxynoemacheilus araxensis (Bănărescu & Nalbant, 1978)
- Oxynoemacheilus argyrogramma (Heckel, 1847)
- Oxynoemacheilus atili Erk'Akan, 2012[3]
- Oxynoemacheilus banarescui (Delmastro, 1982)
- Oxynoemacheilus bergianus (Derjavin, 1934)
- Oxynoemacheilus brandtii (Kessler, 1877)
- Oxynoemacheilus bureschi (Drensky, 1928)
- Oxynoemacheilus cemali Turan et al., 2019
- Oxynoemacheilus ceyhanensis (Erk'Akan, Nalbant & Özeren, 2007)
- Oxynoemacheilus chomanicus Kamangar, Prokofiev, Ghaderi & Nalbant, 2014[4]
- Oxynoemacheilus cinicus (Erk'Akan, Nalbant & Özeren, 2007)
- Oxynoemacheilus cyri (L. S. Berg, 1910)
- Oxynoemacheilus ercisianus (Erk'Akan & Kuru, 1986)
- Oxynoemacheilus erdali (Erk'Akan, Nalbant & Özeren, 2007)
- Oxynoemacheilus eregliensis (Bănărescu & Nalbant, 1978)
- Oxynoemacheilus evreni (Erk'Akan, Nalbant & Özeren, 2007)
- Oxynoemacheilus frenatus (Heckel, 1843)
- Oxynoemacheilus galilaeus (Günther, 1864)
- Oxynoemacheilus germencicus (Erk'Akan, Nalbant & Özeren, 2007)
- Oxynoemacheilus hamwii (Krupp & W. Schneider, 1991)
- Oxynoemacheilus hazarensis Freyhof & Özuluğ, 2017
- Oxynoemacheilus insignis (Heckel, 1843)
- Oxynoemacheilus karunensis Freyhof, 2016[5]
- Oxynoemacheilus kaynaki Erk'Akan, Özeren & Nalbant, 2008
- Oxynoemacheilus kiabii Golzarianpour, Abdoli & Freyhof, 2011[6]
- Oxynoemacheilus kosswigi (Erk'Akan & Kuru, 1986)
- Oxynoemacheilus kurdistanicus Kamangar, Prokofiev, Ghaderi & Nalbant, 2014[4]
- Oxynoemacheilus lenkoranensis (Abdurakhmanov, 1962)
- Oxynoemacheilus leontinae (Lortet, 1883)
- Oxynoemacheilus longipinnis (Coad & Nalbant, 2005)[7]
- Oxynoemacheilus mediterraneus (Erk'Akan, Nalbant & Özeren, 2007)
- Oxynoemacheilus merga (Krynicki, 1840)
- Oxynoemacheilus mesudae Erk'Akan, 2012[3]
- Oxynoemacheilus namiri (Krupp & W. Schneider, 1991)
- Oxynoemacheilus panthera (Heckel, 1843)
- Oxynoemacheilus parvinae Sayyadzadeh, Eagderi & Esmaeili, 2016[8]
- Oxynoemacheilus paucilepis (Erk'Akan, Nalbant & Özeren, 2007)
- Oxynoemacheilus persa (Heckel, 1847)
- Oxynoemacheilus phoxinoides (Erk'Akan, Nalbant & Özeren, 2007)
- Oxynoemacheilus pindus (Economidis, 2005)
- Oxynoemacheilus samanticus (Bănărescu & Nalbant, 1978)
- Oxynoemacheilus seyhanensis (Bănărescu, 1968)
- Oxynoemacheilus seyhanicola (Erk'Akan, Nalbant & Özeren, 2007)
- Oxynoemacheilus simavicus (Balık & Bănărescu, 1978)
- Oxynoemacheilus theophilii Stoumboudi, Kottelat & Barbieri, 2006
- Oxynoemacheilus tigris (Heckel, 1843)
- Oxynoemacheilus tongiorgii (Nalbant & Bianco, 1998)
- Oxynoemacheilus zagrosensis Kamangar, Prokofiev, Ghaderi & Nalbant, 2014[4]